# Cicero Moraes
Cicero Moraes (13 de novembre de 1982) és un dissenyador 3D brasiler especialitzat en reconstrucció facial forense i en el disseny i modelat de pròtesis humanes i veterinàries.
Va ser responsable de reconstruir els rostres de innumerables figures religioses i històriques com Sant Valentí, Sant Antoni de Pàdua, el Senyor de Sipán i la Dama dels Quatre Tupus.
En el camp veterinari, va dissenyar i modelar digitalment pròtesis per diversos animals, incloent un gos, una oca, un tucà, un guacamai i una tortuga.